# ثوم إلياني
ثوم إلياني (الاسم العلمي: Allium iliense) هو نوع من النباتات يتبع جنس الثوم من فصيلة النرجسية.